# Botnebrekka
Der Botnebrekka (norwegisch sinngemäß für Verwerfung am Kopfende des Gletschers) ist ein 14 km langer Gletscherbruch im ostantarktischen Königin-Maud-Land. Im westlichen Abschnitt des Gebirges Sør Rondane liegt er am Kopfende des Hansenbreen.
Wissenschaftler des Norwegischen Polarinstituts benannten ihn 1988.